# Nooshi Dadgostar

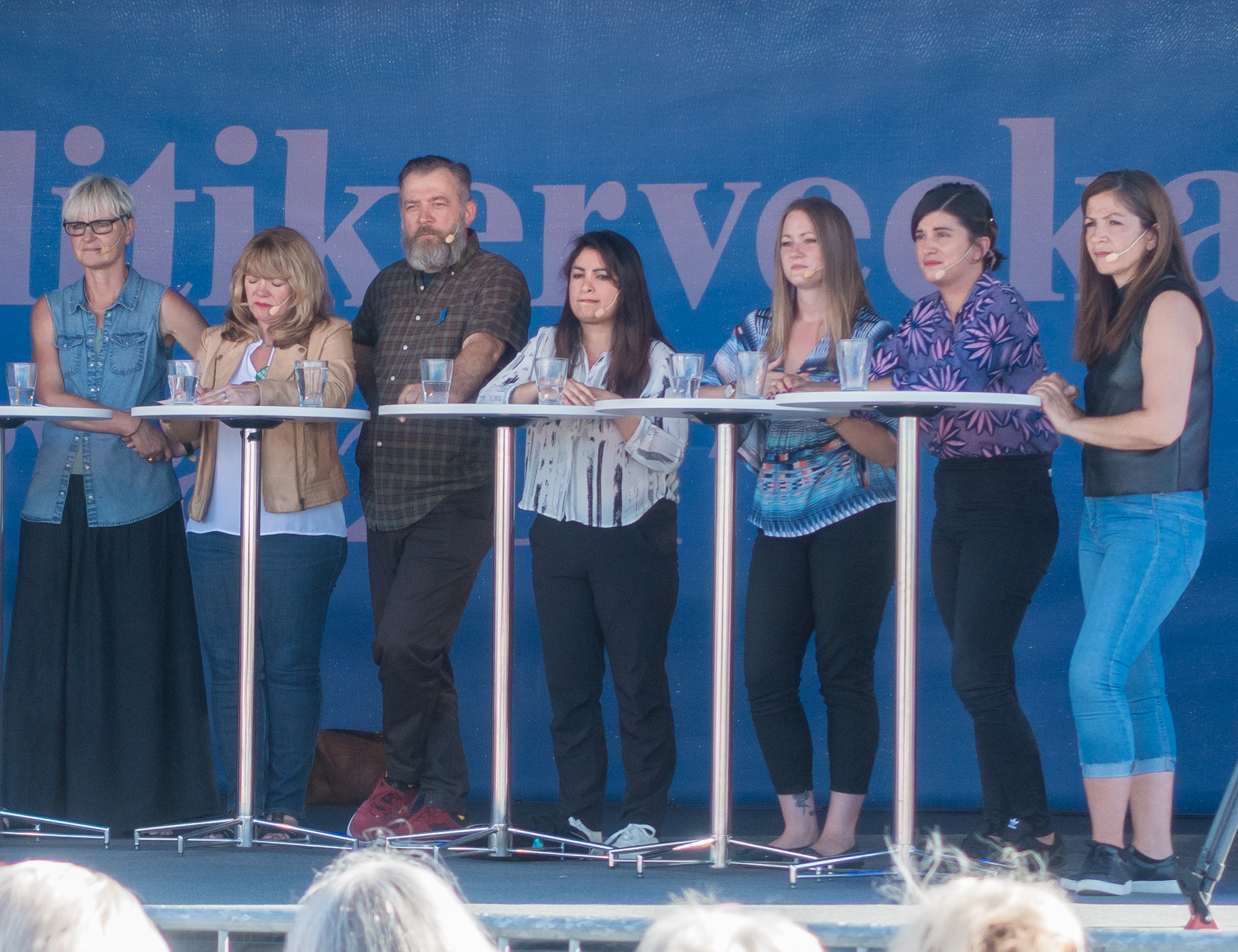
Nooshi Dadgostar under Järvaveckan 2017 i en debatt mellan politiker om integrationen.
Från vänster: Maria Abrahamsson (M), riksdagsledamot. Susanne Nordling (MP), oppositionslandstingsråd i Stockholms läns landsting. Micke Valier (KD), ersättare i Stockholms kommunfullmäktige. Nooshi Dadgostar (V), riksdagsledamot i Civilutskottet. Jenny Ribsskog, andre vice ordförande för (SD) i Stockholms stad. Sissela Nordling Blanco (F!), ansvarig för mänskliga rättigheter i Stockholm Stad. Gulan Avci (L), ordförande i Liberala kvinnor.

Mehrnoosh (Nooshi) Dadgostar, född 20 juni 1985 i Ängelholms församling, Kristianstads län, är en svensk politiker (vänsterpartist), som är partiledare för Vänsterpartiet sedan den 31 oktober 2020 och ordinarie riksdagsledamot sedan 2014, invald i Sveriges riksdag för omväxlande Stockholms kommuns valkrets och Stockholms läns valkrets.

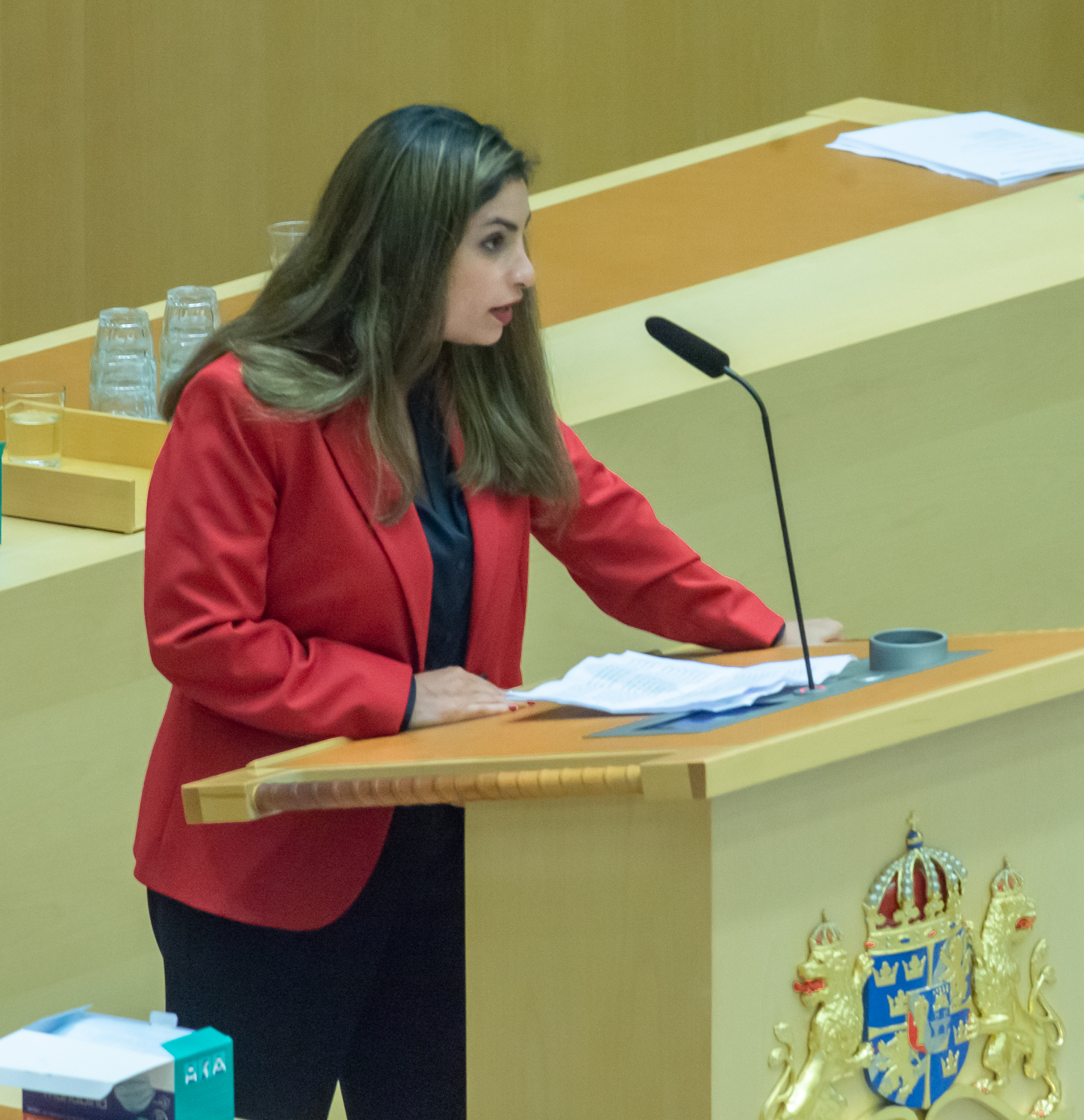
Nooshi Dadgostar i riksdagens talarstol under regeringskrisen 2021 och strax före statsministeromröstningen den 7 juli.

Dadgostar var tidigare talesperson för Vänsterpartiet i socialförsäkringsfrågor. År 2017 utsågs hon som första vänsterpartistiska riksdagsledamot till särskild utredare. Dadgostar har tidigare varit vice ordförande i Ung Vänster samt kommunfullmäktigeledamot i Botkyrka.

## Biografi

### Uppväxt och utbildning
Dadgostar föddes 1985 på Ängelholms BB i Skåne. Vid den tiden bodde hennes familj på ett asylboende i Perstorp. Hennes föräldrar kom från Iran och hade flytt till Sverige undan politisk förföljelse i början av 1980-talet. Hon växte upp i Klippan, Norrköping och på Hisingen i Göteborg.
Åren 2004–2006 arbetade Dadgostar som vårdbiträde inom Göteborgs kommun vid sidan om studier. Hon gick ut från Schillerska gymnasiet i Göteborg i juni 2005. Åren 2009–2015 studerade Dadgostar på juristprogrammet vid Stockholms universitet men utan att avlägga examen.

### Politisk karriär
Dadgostar har varit förbundskassör (2006–2009) och vice ordförande för Ung Vänster, Vänsterpartiets ungdomsförbund. Hon har varit lokalpolitiskt aktiv och kommunfullmäktigeledamot i Botkyrka. År 2012 var hon med och grundade proteströrelsen Alby är inte till salu som tillsammans med Hyresgästföreningen verkade för att stoppa utförsäljning av allmännyttiga hyreslägenheter i Botkyrka. Kampanjen genomförde bland annat omfattande namninsamlingar i syfte att få till stånd en folkomröstning om försäljningen. 
År 2014 valdes Dadgostar till ledamot av Sveriges riksdag. Under mandatperioden 2014-2018 var hon ledamot av civilutskottet och bostadspolitisk talesperson för Vänsterpartiet. År 2017 utsågs Dadgostar av regeringen och bostadsminister Peter Eriksson till särskild utredare med uppdrag att undersöka hur det kan säkerställas att befintliga byggrätter tas i anspråk och bebyggs. Utredningen "Ett snabbare bostadsbyggande" (SOU 2018:67) presenterades i augusti 2018. Dadgostar är den första vänsterpartistiska riksdagsledamoten som lett en statlig utredning.
Dadgostar blev i mars 2018 utsedd av Vänsterpartiets partistyrelse till vice partiordförande. I 2018 års val stod Dadgostar som andra namn på Vänsterpartiets riksdagslista i Storstockholm, efter partiledaren Jonas Sjöstedt. Hon blev återigen invald och utsågs till ledamot av socialförsäkringsutskottet och talesperson för partiet i socialförsäkringsfrågor. Hon var också partiets feministiska talesperson. Den 31 oktober 2020 valdes hon enhälligt till ny partiledare för Vänsterpartiet.
Den 15 juni 2021 utfärdade hon som ledare för Vänsterpartiet ett 48-timmarsultimatum till regeringen om att dra tillbaka sina planer på att införa fri hyressättning för nybyggda lägenheter, annars skulle Vänsterpartiet dra tillbaka sitt stöd för regeringen. Regeringen med statsminister Stefan Löfven stod fast vid sin åsikt och den 21 juni avsattes han och regeringen i riksdagens misstroendeomröstning.
I riksdagsvalet 2022 ledde Dadgostar Vänsterpartiet till ett valresultat på 6,7 procent, en tillbakagång med 1,3 procentenheter.

### Familj
Nooshi Dadgostar är syster till journalisten och författaren Alice Dadgostar. Dadgostar är sammanboende med filosofie doktor Martin Westergren, med vilken hon har haft ett förhållande sedan 2015. Paret har ett barn tillsammans.